# Ford Fiesta
Форд фијеста (енгл. Ford Fiesta) је аутомобил који је производила америчка фабрика аутомобила Форд. Производио се од 1976. до 2023. године.

## Име аута и порекло назива
"Фијеста" назив доста подсећа на фестиву (Форд фестива). Порекло је из шпанског језика (шп. Fiesta), што на шпанском значи "забава".

## Историјат
Када је настала, категорисана је у ауто мањи од Форд ескорта у Европи (касније фокуса). Децембра 1973. године, Хенри Форд II и одбор директора компаније Форд донели су историјску одлуку да покрену пројекат под називом Bobcat. Дуго времена компанија није објављивала право име новог модела. Коначно 1975. године на конференцији за новинаре у Детроиту Хенри Форд II најавио је право име модела – фијеста. Производња новог аутомобила првобитно је покренута у две главне Фордове филијале, у Келну у Немачкој и у Дантону у Енглеској.
Форд фијеста спада у класу малих аутомобила, која се производи од 1976. године, тренутно у својој седмој генерацији. Фијеста се производила у Европи, САД, Бразилу, Аргентини, Мексику, Венецуели, Кини, Индији, Тајвану, Тајланду и Јужној Африци. Фијести је продато преко 15 милиона јединица, и трећи је најпродаванији Форд иза ескорта и Ф-серије.
1977. и 1990. године фијеста је освојила треће место у избору европског аутомобила године, док је VI генерација 2009. године освојила друго место.
Свих шест генерација фијесте су доступни у седан и вен верзији, иако није доступна на свим тржиштима. Верзије I, II и III генерације карактерише стандардна шасија од троје врата. 1991. је уведен комби у III генерацији и добио име Форд куријер. Куријер је наставио да се производи и у четвртој генерацији све до 2002. када је замењен са Форд транзит конектом. За пету генерацију, стандардна верзија фијеста вен је заснован на каросерији са троје врата. Шеста генерација фијесте вен је први пут представљена на европском тржишту у лето 2009, годину дана након првобитног лансирања.

### Прва генерација (1976–1983)
Фијеста је првобитно била доступна у Европи са Валенсија 957 cm³ Право четири мотором (И4) са опцијама високе и ниске компресије, и 1117 cm3 моторима и у Басе, Популар, Популар Плус, Л, ГЛ (1978. надаље), Гија и С нивои опреме, као и комби. Америчка Марк И фијеста је направљена у Келну, али према мало другачијим спецификацијама; Амерички модели су били Басе, Децор, Спорт и Гија, при чему је Гија имао највиши ниво опреме. Ови нивои опреме су се веома мало променили током трогодишње вожње Фијесте у САД, од 1978. до 1980. Сви амерички модели су имали снажнији мотор од 1.596 cm³, (који је био старија "кросфлов" верзија Кента, уместо Валенсије) опремљен каталитичким конвертором и ваздушном пумпом како би се задовољиле строге калифорнијске прописе о емисији издувних гасова), браници који апсорбују енергију, бочна светла за означавање, округла запечаћена предња светла и побољшана динамика судара и интегритет система горива, као и опциони клима уређај (који није био доступан у Европи). На америчком тржишту, северноамерички Форд ескорт заменио је и фијесту и компактни пинто 1981. године, такмичећи се са Шевролет кеветеом и Шевролет кавалиером.
- I генерација

### Друга генерација (1983–1989)
Фијеста друге генерације се појавила у августу 1983. године са ревидираним предњим крајем и унутрашњости, као и поклопцем пртљажника који је пресликао бочне линије аутомобила. 1,3 Л ОХВ мотор је избачен, а замењен је 1984. са сложеном хемисферичном комором за сагоревање (ЦВХ) са угаоним вентилом, сличног капацитета, која је две године касније замењена сагоревањем од 1,4 Л. Мотори Кент/Валенсија од 957 и 1.117 кубика наставили су са само малим изменама и по први пут је произведена Фијеста дизел са мотором од 1.600 кубика прилагођеним од ескорта.
- II генерација
- II генерација
- II генерација, редизајн
- II генерација, редизајн

### Трећа генерација (1989–1997)
Трећа генерација фијестe је представљена крајем 1988. године и званично је пуштена у продају у фебруару 1989. Аутомобил је био заснован на новој платформи, одбацивши задњу осовину старог аутомобила за полунезависну распоред торзионих греда, и изгледао је радикално другачије, адресирајући главну слабост претходне генерације – недостатак верзије са петоро врата, која је до тада била доступна у њеним главним ривалима као што су Фијат уно, Пежо 205 и 106 и Опел корса. Друга главна промена била је у погонском механизму – побољшана висококомпресована вртложна верзија агрегата Кент/Валенсија. ЦВХ јединице из друге генерације пренете су углавном неизмењене. Дизел мотор је повећан на 1.8 Л капацитета.
- III генерација
- унутрашњост
- III генерација, редизајн
- III генерација, редизајн
- III генерација, редизајн

### Четврта генерација (1995–2002)
Фијеста пете генерације је лансирана у октобру 1995. године и постала је најпродаванији аутомобил у Британији од 1996. до 1998. године, када га је претекао потпуно нови Форд фокус, замена за ескорт.
Четврта генерација је имала користи од новог унутрашњег и спољашњег стила. Задржао је сличне димензије као код претходника, заједно са платформом и основном структуром каросерије, најуочљивије бочним отворима врата. Модели РС1800 и РС Турбо нису пребачени у ажурирану понуду фијесте.

Модел је имао низ нових Зетец-СЕ мотора, доступних у облицима од 1,25 Л и 1,4 Л, 1,8-литарски дизел мотор је мало модификован за Марк ИВ, који се сада продаје као "Ендура ДЕ". Модели нижих спецификација остали су доступни уз оно што је било коначно издање Кент 1,3 Л ОХВ мотора, сада познатог као Ендура-Е.
- IV генерација
- IV генерација
- унутрашњост
- IV генерација, редизајн
- IV генерација, редизајн
- IV генерација, редизајн
- унутрашњост, редизајн

### Пета генерација (2002–2008)
1. априла 2002. представљена је Фијеста пете генерације. Производња у фабрици Алмусафес почела је 29. априла 2002. Већина мотора је пренета из претходне Фијесте, али је преименована у „Дуратек“, пошто се назив „Зитек“ сада користио искључиво за спортске моделе. Претходни мотор од 1,3 Л је првобитно био доступан у Великој Британији, али је брзо замењен Рокем 1.3 Л, оба под именом Дуратек 8в.
- V генерација
- IV генерација
- унутрашњост
- V генерација, редизајн
- V генерација, редизајн

### Шеста генерација (2008–2017)
Фијеста шесте генерације је приказана у форми концепта као Форд верв на Салону аутомобила у Франкфурту у септембру 2007. и пласирана на главна европска тржишта, Аустралија и Сједињених Држава. Развијен под шифром пројекта Б299 и Б409, овај модел користи нову Фордову глобалну Б-цар платформу.
Модел је лансиран у складу са новом стратегијом компаније „Оне Форд“, која је захтевала производњу и продају појединачних модела на глобалном нивоу како би се постигла ефикасност и економија обима, уместо да се праве регионални модели. Производња је почела у Фордовој фабрици у Келну у Немачкој у августу 2008. Друга фабрика у Валенсији, Шпанија, почела је производњу почетком 2009. Производња у Кини, Тајланду и Мексику почела је од краја 2008. до 2010. године. У Бразилу је производња хечбек верзије почела 2013. године.
- VI генерација
- VI генерација
- VI генерација, лимузина
- унутрашњост
- VI генерација, редизајн
- VI генерација, редизајн
- VI генерација, редизајн
- VI генерација, редизајн
- VI генерација, редизајн, лимузина

### Седма генерација (2017–2023)
29. новембра 2016. у Немачкој је најављена фијеста седме генерације. Речено је да је већи, пространији, сигурнији, ефикаснији и квалитетнији у односу на свог претходника. Асортиман фијесте је проширен и укључује нове додатке – варијанту у кросоверу под називом фијеста активе и луксузну фијесту вињале.

За разлику од претходних генерација, фијеста је повучена из Северне Америке, Јужне Америке, Аустралазије и Азије, према Форду, због популарности кросовер СУВ-а, пикапа и спортских аутомобила, као што су рејнџер, еверест, мустанг и куга. Међутим, фијеста СТ је наставила да се продаје у Аустралији због своје популарности и веће профитне марже.
- VII генерација
- VII генерација
- унутрашњост
- VII генерација, редизајн
- VII генерација, редизајн